# Mikael Forslund
Mikael Forslund, född 7 juni 1960, är en svensk fotograf, skribent och flygförfattare från Falun. Han är främst känd för sina flyghistoriska faktaböcker. 

## Biografi
Forslund började sin karriär som fotograf, ofta tillsammans med sin far, på Foto Dalmas i Falun. Åren 1996–2002 arbetade han som fotograf och skribent för Falu-Kuriren. Han har därefter arbetat som frilansfotograf.
År 1997 startade han sitt bokförlag, Mikael Forslund Produktion AB och började att ge ut flygböcker, framförallt om flyghistoria. Han har även givit ut böcker på exempelvis bokklubben Svenskt Militärhistoriskt Bibliotek.
Förutom arbetet som frilansfotograf skriver han artiklar i olika tidningar och tidskrifter, varit gyminstruktör samt jobbat som extra vaktmästare. Forslund har även vunnit priser inom modellbygge av flygplan samt bodybuilding, såsom Luciapokalen för veteranklassen 50+ 2014, då även ordförande i Falu Atletklubb (Falu AK).